# Vera Eugenia Andrus
Vera Eugenia Andrus (1895–1979) foi uma artista e gravurista americana.

## Biografia
Ela trabalhou numa variedade de medias, incluindo litografia, lápis de cor, pastéis e tinta a óleo.
Os seus papéis são mantidos no Archives of American Art.
Ela faleceu em Rockport, Massachusetts, em 1979.

## Obras
- Ilha das aves marinhas, Harcourt Brace, 1939
- Pó do mar: poemas, desenhos e litografias, Wake-Brook House, 1955
- Black River: uma história de Wisconsin, ilustrador Irene Burns, Little, Brown, 1967